# Cover Girl (serie de televisión)
Cover Girl es una serie de televisión de Quebec, Canadá estrenada el 6 de enero de 2005 y transmitiendo su último episodio el 15 de diciembre del mismo año para Radio-Canadá. Tuvo un total de 26 episodios de 25 minutos. El guion estuvo a cargo de Richard Blaimert y Pierre Samson.

## Reparto
- René Richard Cyr: Mathieu Picard, alias Veronica Sinclair
- Vincent Bolduc: Justin Pearson-Faucher-Brodeur, alias Joujou Velcro
- Frédéric Pierre: Newton da Costa, alias Lana Brown
- Gilles Renaud: Cherry Sundae
- Patrick Labbé: Patrice Carrier
- Isabelle Brouillette: Chantale Meunier
- Patrick Huard: Norma Champaine
- Suzanne Clément: Camille Langlois
- Anne-Marie Cadieux: Kendra Lepine et Brenda Lepine
- Nicole Martin: ella misma
- Marie-Thérèse Fortin: ella misma
- René Homier-Roy: el mismo
- Caroline Lavoie: Carmen Dubé
- Pascale Montpetit: Adam
- Stéphane Demers: David Paradis
- Joël Legendre: Gretchen
- Luc Chapdelaine: Jérôme
- Pierre Samson: Chad
- Alexandrine Agostini: Pénélope
- Alexandre Rémi: Wanda

## Episodios

### Primera temporada (invierno 2005)
1. Rien à perdre; tout à gagner
2. Le combat des reines
3. Psycho-Dames
4. Un service en Or !
5. Sexe, mensonge et Overdose
6. La Noëlle du campeur
7. Une drag qui a du chien
8. Colle, talon et garde-robe
9. L'amour à l'anglaise
10. Fiesta Mexicana
11. Punch haut et sombre héros
12. Trouble-fête
13. Norma s'évapore

### Segunda Temporada (otoño 2005)
1. À la recherche de la drag perdue
2. Faute avouée
3. L'amour, toujours l'amour
4. La loi des désirs
5. À chacun son Joujou, à chacun son Justin
6. Psy-clone
7. Haut les drags !
8. Amour tendre et psycho rose
9. La mémoire et la moustache
10. Les lois de l'amour et de la drag
11. En vouloir ou pas
12. L'éducation maternelle
13. Blessée et exaucée

## Premios
Premios obtenidos en el año 2006
- Prix Gémeaux al mejor diseño de vestuario - todas las categorías : Suzanne Harel
- Prix Gémeaux a mejor maquillaje - todas las categorías : Richard Hansen y Sandra Ruel
- Prix Gémeaux a la mejor interpretación masculina - comedia : Gilles Renaud
- Prix Gémeaux a la mejor interpretación femenina - comedia : Anne-Marie Cadieux